# Bruchlandung
Bruchlandung (Originaltitel: Plane Crazy) ist ein animierter Schwarz/Weiß-Kurzfilm und der offizielle erste Kurzfilm von Micky Maus aus dem Jahr 1929. Ursprünglich existierte der Film schon 1928, wurde aber nicht veröffentlicht, da man keinen Verleih gefunden hatte. Der Film wurde von Walt Disney und Ub Iwerks produziert. Nach dem Erfolg von Steamboat Willie wurde der Film dann am 17. März 1929 doch veröffentlicht.

## Handlung
Micky baut zusammen mit anderen Tieren ein Flugzeug. Dafür hat er ein Buch Wie man fliegt. Nachdem Micky ein wenig durch das Buch geblättert hat, will er den ersten Versuch mit seinem Flugzeug wagen. Der erste Versuch funktioniert überhaupt nicht und Micky kracht mit seinem Flugzeug gegen einen Baum. Micky ist wütend, entdeckt aber einen Traktor, den er in ein Flugzeug umbaut. Als er ins Flugzeug steigt, schenkt Minnie Maus ihm ein Hufeisen als Glücksbringer, und Micky fragt Minnie, ob sie mit ihm im Flugzeug fliegen möchte. Der zweite Versuch, ein Flugzeug zu fliegen, funktioniert besser, bis Micky aus dem Cockpit fällt und Minnie auf sich alleine gestellt ist. Das Flugzeug ist außer Kontrolle und verfolgt sogar Micky Maus, der versucht, sich in Sicherheit zu bringen. Doch Micky will es regeln und versucht das Flugzeug einzuholen, das auf dem Weg eine Kuh mitnimmt. Micky gelingt es mit Hilfe der Kuh dann doch wieder, das Cockpit zu übernehmen. Minnie Maus hat aber panische Angst und zerrt Micky am Gesicht, so dass er kaum steuern kann, trotzdem schafft die Maus es, das Flugzeug in die Luft zu bekommen und gerade zu halten. Micky Maus gibt vor Minnie Maus an, wie gut er das geschafft hat und möchte von Minnie einen Kuss dafür. Minnie weigert sich, doch Micky lässt das nicht auf sich sitzen und fliegt wie ein Irrer durch die Luft. Als Minnie wieder Angst hat, lacht er nur und versucht, sie nochmal zu überzeugen, ihn zu küssen. Minnie weigert sich immer noch und Micky küsst sie trotzdem, so dass er eine Ohrfeige bekommt und Minnie aus dem Flugzeug springt. Minnie kann sich mit Hilfe eines Fallschirms retten und Micky, der fassungslos darüber ist, vergisst das Flugzeug zu steuern und kracht in einen Baum. Micky fällt den Baum herunter und das Hufeisen fällt ihm auf den Kopf. Minnie kommt auf der Erde an und Micky lacht über sie. Minnie ist empört und geht. Micky ist sauer auf die gesamte Situation und schleudert das Hufeisen weg, welches dann wie ein Bumerang zurückkommt und ihn trifft.

## Produktion
Der Kurzfilm wurde von Walt Disney und Ub Iwerks gemeinsam inszeniert. Iwerks war auch der einzige Animator für diesen Kurzfilm und verbrachte nur zwei Wochen damit, in einem Hinterzimmer daran zu arbeiten, mit einer Rate von über 700 Zeichnungen pro Tag. Es wird auch spekuliert, dass Hugh Harman und Rudolf Ising ebenfalls für den Kurzfilm gearbeitet haben könnten.
Dies war der erste Animationsfilm, der eine Kamerabewegung verwendete. Der vom Flugzeug aus aufgenommene Blickwinkel ließ es so erscheinen, als ziele die Kamera in den Boden. Als sie diese Szene drehten, stapelten sie Bücher unter dem sich drehenden Hintergrund, um das Kunstwerk näher an die Kamera zu bringen.

## Veröffentlichungen
Der Film erschien auf der DVD Walt Disney Kostbarkeiten – Micky Maus in schwarz-weiß – Volume 1: 1928–1935. Auch im Fernsehen wurde der Film gezeigt und zwar am 5. Dezember 2001 auf dem damaligen Pay-TV-Sender Disney Channel.